# Emmanuel Agyemang
Emmanuel Ofori Agyemang (* 3. Januar 2004) ist ein ghanaischer Fußballspieler.

## Karriere
Agyemang begann seine Karriere in der West African Football Academy. Im April 2021 debütierte er für die Profis der WAFA in der Premier League. Bis zum Ende der Saison 2020/21 kam er zu fünf Erstligaeinsätzen. In der Saison 2021/22 absolvierte er 31 Partien in der höchsten Spielklasse, aus der er mit der WAFA zu Saisonende jedoch abstieg.
Im Februar 2024 wechselte Agyemang zum österreichischen Bundesligisten Wolfsberger AC, dessen Amateuren er sich anschloss. Bis zum Ende der Saison 2023/24 kam er zu 15 Einsätzen in der Regionalliga. Zur Saison 2024/25 rückte er in den Profikader der Kärntner, sein Debüt gab er anschließend im Juli 2024 im ÖFB-Cup gegen den ASV Draßburg. In jener Partie erzielte er zudem sein erstes Tor für die Wolfsberger, die mit 7:0 gewannen.

## Erfolge
- Österreichischer Cupsieger: 2025